# Asuero y Hamán en la fiesta de Ester
Asuero y Hamán en la fiesta de Ester es un cuadro del pintor holandés Rembrandt realizado en 1660. El pintor recrea uno de los banquetes en los que Ester invita al rey Asuero, su esposo, y a su canciller Hamán, quien ha urdido un complot para exterminar a los judíos del imperio persa. Este es un relato recogido en el Libro de Ester. Rembrandt se inspiró en la obra Hester, del dramaturgo Johannes Serwouters (1623-1677). En 1633 el artista ya había tocado el contenido del libro de Ester en su obra Ester antes de encontrarse con Asuero o en un aguafuerte de 1635.